# 鲍鱼侧耳
鲍鱼侧耳（拉丁学名：Pleurotus abalonus Han, K. M. Chen et S. Cheng），菌盖呈扇形或半圆形，菌柄为偏生。分布地区有福建、台湾等。

## 争议
该菌种与鲍鱼菇（泡囊侧耳（P. cystidiosus））是否同一物种，有争议。